# 卡普斯克里克鎮區 (密蘇里州巴里縣)
卡普斯克里克鎮區（英語：Capps Creek Township）是位於美國密蘇里州巴里縣的一個行政鎮區。

## 地方資料
卡普斯克里克鎮區的面積為75.67平方千米，皆為陸地。根據2020年美國人口普查的數據，當地共有人口581人，而人口密度為每平方千米7.68人。